# Grace Elliott
Grace Dalrymple Elliott (1754? – 1823) – szkocka kurtyzana, która przebywała we Francji podczas rewolucji francuskiej, rojalistka.

## Życiorys
Grace Dalrymple urodziła się jako córka edynburskiego adwokata, Hugh Dalrymple’a. Grace została odesłana przez ojca do Francji, gdzie pobierała nauki w u sióstr zakonnych. Do Szkocji powróciła w 1770 roku.
W 1771 roku wyszła za mąż za bogatego i znacznie od siebie starszego doktora Johna Elliotta, z którym później się rozwiodła w wyniku skandalu. Wówczas jej brat ponownie odesłał Grace do zakonu we Francji, jednak dzięki wsparciu 4. Earla Cholmondeley, powróciła do Londynu.  
Była kochanką księcia Walii (późniejszy Jerzego IV), Charlesa Williama Windhama, George’a Selwyna, lorda Cholmondeleya oraz Ludwika Filipa Józefa, księcia Orleanu (kuzyna króla Ludwika XVI). 
W czasie rewolucji francuskiej została skazana na ścięcie na gilotynie i uwięziona – dzieliła celę z byłą kochanką króla Ludwika XV – Madame du Barry. Została zwolniona po śmierci Robespierre’a. Napisała swoją autobiografię pod tytułem Ma Vie Sous La Révolution, wydaną w 1859 roku.
Miała jedną córkę:
- Georginę Seymour (1782–1813), ochrzczoną jako Georgina Frederica Augusta Elliott, córka Jego Królewskiej Wysokości Jerzego Księcia Walii & Grace Elliott

Książę Jerzy przyznał się do ojcostwa, ale zmienił zdanie, kiedy zobaczył dziewczynkę. Wtedy do ojcostwa poczuli się i lord Cholmondeley, i Charles Windham.